# Colli di Conegliano
Colli di Conegliano è una DOCG la cui produzione è consentita in un'area di basse colline in provincia di Treviso

## Zona di produzione
- bianco e rosso: compresa nel territorio dei comuni di Conegliano, Susegana, Pieve di Soligo, Farra di Soligo, Refrontolo, San Pietro di Feletto, Miane, Follina, Cison di Valmarino, Revine Lago, Tarzo, Vittorio Veneto, Fregona, Sarmede, Cappella Maggiore, Cordignano, Colle Umberto, San Fior, San Vendemiano, e Vidor.
- Torchiato di Fregona: compresa nel territorio dei comuni di Fregona, Sarmede e Cappella Maggiore.
- Refrontolo: compresa nel territorio dei comuni di Refrontolo, Pieve di Soligo e San Pietro di Feletto.[1]

## Storia
La vitivinicoltura nell’area collinare dei Colli di Conegliano è presente fin dal I secolo a.C.; i Romani la svilupparono, ma furono i monaci benedettini a preservarla, intorno all'abbazia di Santa Maria in Follina e al monastero camaldolese di Rua di Feletto. 
Gli Statuti Coneglianesi del 1282 iniziarono a regolamentarla e il passaggio della zona alla Repubblica di Venezia ne accrebbe la fama L'imperatore Carlo V e la sua scorta nel 1532 si rifornirono dei vini di Feletti e Collalbrigo. 
Il Marzemino appare in "Cento e dieci ricordi che formano il buon fattore di Villa", scritto da Giacomo Agostinetti nel 1679 e, insieme alle "Prosecche" (oggi Glera), venne studiato dall'Accademia dell'Agricoltura di Conegliano. Nel 1869 fu creata la "Società Enologica Trevigiana" e infine la pubblicazione del volume "La vite e il vino nella Provincia di Treviso" contribuì alla nascita della moderna viticoltura, grazie anche alla costituzione nel 1876 della prima scuola di viticoltura ed enologia d'Italia a Conegliano, divenuta in seguito Stazione Sperimentale di Viticoltura ed Enologia. Nel Novecento G.B. Cerletti, A. Carpenè, A. Caccianiga approfondirono gli studi su mlti vitigni locali e stranieri; Negli anni Cinquanta del XX secolo Luigi Manzoni creò gli incroci ormai divenuti famosi.
Il Torchiato, vino passito originatosi nel 1600 forse tra il piano del Cansiglio ed il Quartier del Piave, ricevette nel 1952 il nome di Torchiato di Fregona e nel 1977 se ne definì la composizione d'uvaggio.
La storia del Refrontolo iniziò con le citazioni nel XV secolo da parte di alcuni nobili veneziani, fra cui Tiepolo, che li definì «vini preziosissimi che si chiamano Marzemini»; anche Antonio del Giudice nel 1772 ne fece cenno. 
La fama del Marzemino (da cui si ricava il Refrontolo) giunse anche nell'opera lirica "Don Giovanni" di Mozart: il librettista Lorenzo Da Ponte fa esclamare al protagonista «Versa il vino! Eccellente Marzemino».

## Tecniche di produzione
Nel vigneto è ammessa la controspalliera e sono vietate le forme di allevamento espanse, quale quella localmente definita "a raggi".
Le operazioni di cantina delle tipologie bianco e rosso possono essere svolte nell'intero territorio dei comuni su cui ricade la zona di produzione dele uve, oltre che nei comuni di Valdobbiadene e Orsago.
L'appassimento delle uve e le operazioni enologiche per le tipologie Torchiato di Fregona, Refrontolo e Refrontolo passito possono essere nella zona delimitata e nei comuni limitrofi. Per il Torchiato l'appassimento deve durare almeno 150 giorni e la pigiatura può avvenire a partire dal mese di febbraio dell'anno successivo alla vendemmia.
Nel confezionamento delle tipologie bianco, rosso e Refrontolo si deve utilizzare il tappo di sughero raso bocca; nel Torchiato solo bottiglie bordolesi da 0,10 a 0,50 litri; nel Refrontolo passito sono ammesse solo bottiglie da 0,10 e 0,75 litri.
È obbligatorio riportare l’indicazione dell’annata di produzione delle uve.

## Disciplinare
La prima regolamentazione dei vini dei Colli di Conegliano è avvenuta con il conferimento della DOC nel 1993, a cui è seguita la DOCG.
La denominazione a DOCG è stata approvata con DM 14.09.2011, pubblicato sulla Gazzetta Ufficiale n. 231; successivamente è stato modificato con
- DM 30.11.2011 pubblicato sul sito ufficiale del Mipaaf
- DM 07.03.2014 pubblicato sul sito ufficiale del Mipaaf

## Tipologie

### Bianco

#### Uvaggio
- Manzoni bianco almeno il 30%
- Pinot Bianco e Chardonnay almeno il 30%, anche congiuntamente
- Sauvignon e Riesling renano al massimo 10%

| titolo alcolometrico minimo    | 12,00% vol. |
| acidità totale minima          | 5,0 g/l.    |
| estratto secco minimo          | 18,00 g/l   |
| resa massima di uva per ettaro | 100 q.      |
| resa massima di uva in vino    | 70%         |
| invecchiamento                 | 4 mesi      |

### Torchiato di Fregona

#### Uvaggio
- Glera, minimo 30%;
- Verdiso, minimo 20%;
- Boschera, minimo 25%;
- altri vitigni bianchi massimo 15%

Il Boschera è un vitigno raro, introvabile nel resto d'Italia.
| titolo alcolometrico minimo    | 18,00% vol., di cui svolto almeno 14,00% vol. |
| acidità totale minima          | 5,00 g/l.                                     |
| acidità volatile massima       | 40,0 meq/l. (milliequivalenti)                |
| estratto secco minimo          | 25,00 g/l                                     |
| resa massima di uva per ettaro | 100 q.                                        |
| resa massima di uva in vino    | 25 %                                          |
| invecchiamento                 | 24 mesi, di cui 5 in botte                    |

### Rosso

#### Uvaggio
- Cabernet franc, almeno il 10%
- Cabernet Sauvignon, almeno il 10%
- Marzemino, almeno il 10%
- Merlot, almeno il 10% e non più del 40%
- Manzoni rosso e Refosco dal peduncolo rosso, massimo 20% in totale

|                                | Rosso                                      | Riserva                     |
| titolo alcolometrico minimo    | 12,50% vol.                                | 13,00% vol.                 |
| acidità totale minima          | 4,5 g/l.                                   | 4,5 g/l;                    |
| estratto secco minimo          | 22,00 g/l                                  | 25,00 g/l                   |
| resa massima di uva per ettaro | 90 q.                                      | 90 q.                       |
| resa massima di uva in vino    | 70%                                        | 70%                         |
| invecchiamento                 | 24 mesi di cui 6 in botte e 3 in bottiglia | 36 mesi, di cui 12 in botte |

### Refrontolo

#### Uvaggio
- Marzemino minimo 95%;
- altri vitigni rossi

|                                | Refrontolo                                   | Passito                                 |
| titolo alcolometrico minimo    | 14,00% vol.                                  | 15,00% vol. di cui svolto almeno 12,00% |
| acidità totale minima          | 5,00 g/l.                                    | 5,00 g/l.                               |
| estratto secco minimo          | 24,00 g/l                                    | 26,00 g/l                               |
| resa massima di uva per ettaro | 100 q.                                       | 100 q.                                  |
| resa massima di uva in vino    | 45 %                                         | 45 %                                    |
| invecchiamento                 | 24 mesi, di cui 12 in botte e 3 in bottiglia | 4 mesi, di cui 3 in bottiglia           |